# León de Febres Cordero
León Febres-Cordero y Oberto (Puertos de Altagracia, Capitanía General de Venezuela, 28 de junio de 1797 - Mérida, Estados Unidos de Venezuela, 7 de julio de 1872) fue un militar y político conservador venezolano que participó en las guerras de independencia hispanoamericanas, en la Revolución de las Reformas y en la Guerra Federal. 
Tras servir al Imperio español como militar, participó en la independencia de Guayaquil en el bando emancipador. Posteriormente, luchó en diversas batallas de las campañas libertadoras en distintos lugares de América del Sur. También ocupó varios cargos políticos menores en varias localidades en las cuales había prestado sus servicios hasta que se desempeñó como diputado al Congreso de la Gran Colombia.

## Infancia y juventud
León de Febres Cordero nació el 28 de junio de 1797 en la Villa de Altagracia (actualmente nombrada como "Los Puertos de Altagracia"), ubicada en la antigua provincia de Maracaibo (actual estado de Zulia), en Venezuela. Fue hijo del matrimonio entre el capitán Bartolomé de Febres Cordero y Padrón, y de su primera esposa, María Prudencia Oberto Farías. A temprana edad quedó huérfano de madre, por lo cual dejó sus estudios secundarios para servir al rey.

## Inicios de su vida militar
Antes de culminar sus estudios y obedeciendo al llamado de su vocación militar, el 20 de julio de 1812 sentó plaza de cadete en el Batallón de Infantería Veterana de Maracaibo, donde servía su padre, y dos años más tarde, luego de haber alcanzado el grado de Subteniente, batalló contra los patriotas venezolanos que habían iniciado las primeras luchas por la independencia.

## Vida política
En 1814 ascendió a subteniente y peleó contra los patriotas en las acciones campales de Mucuchíes, Chire y Balaga y en la parcial del río Ele siendo designado ayudante de campo del coronel Sebastián de la Calzada, comandante general del Regimiento "Numancia". Con tal calidad viajó a la Nueva Granada y tras una campaña victoriosa pasó al valle del Cauca. A principios de 1819 las autoridades españolas comenzaron a desconfiar de la oficialidad y el "Numancia" fue destinado al Perú. El 6 de febrero de 1820 salieron de Lima varios oficiales sediciosos entre ellos Febres Cordero, Luis Urdaneta, Miguel de Letamendi y otros. Pocas semanas después estaban en Guayaquil, donde permanecieron poco tiempo, el suficiente para conocer y tratar a las familias porteñas.

Estuvo entre los patriotas que dieron forma a la Revolución del 9 de octubre de 1820 en Guayaquil. Junto a otros venezolanos como el coronel Luis Urdaneta fue el motor que dio vida a dicha revolución y tuvo activa participación en ella al tomarse junto a 50 hombres la brigada de artillería que funcionaba en donde hoy se levanta el edificio del Correo del Ecuador (esq. de Clemente Ballén y Pedro Carbo), Guayaquil. Previamente el jueves 5 de octubre los ánimos de varios de los integrantes del movimiento se mostraron opacados por diversos factores. Febres Cordero, temeroso de que se desalienten los comprometidos en la causa, lanzó un discurso en el que, entre otras cosas dice:
"En nombre de América, os ruego compañeros, no dejar escapar tan favorable ocasión de hacerle un gran servicio lanzando ahora mismo la provincia de Guayaquil a la revolución".
Después de esto Febres Cordero tomó cierto liderazgo. Por la mañana se celebró un Cabildo Abierto y el pueblo decidió buscar a Febres Cordero en uno de los cuarteles para hacerlo "Jefe Superior de la Provincia Independiente" y como no aceptó, lo eligieron miembro de la "Junta Provisoria de Gobierno Civil y Militar", que lo ascendió al grado de teniente coronel y comandante del 1.er batallón del "Regimiento de Libertadores de Guayaquil". Después fue premiado con la Medalla "destinada a los que hicieron la revolución del 9 de Octubre".
El 9 de noviembre Febres Cordero comandó la vanguardia patriota junto a Urdaneta que en Sabaneta, cerca del Camino Real, derrotó a los realistas del teniente coronel Forminaya y ocupó Guaranda. Este éxito hizo que otras poblaciones también declararen la independencia y Febres-Cordero entró a Riobamba y la fortificó. Mientras tanto el general realista Melchor Aymerich había ordenado al coronel Francisco González que marche a Ambato y patriotas y realistas se encontraron el 22 de noviembre de 1820 en los arenales de Huachi. Febres-Cordero cargó con éxito y cuando la batalla parecía ganada, el Mayor Hilario Álvarez abandonó el campo con parte de los soldados cusqueños y los realistas quedaron como vencedores y saquearon Ambato, que ya había proclamado su independencia.
Febres Cordero se retiró a Babahoyo y el inicio de la estación invernal impidió a González mayores operaciones. Mientras tanto en Guayaquil el Coronel Tomás Guido, delegado del general José de San Martín, había dispuesto el enjuiciamiento de los oficiales vencidos. El Tribunal Militar sólo encontró culpables a Álvarez y a José García, exonerando a los demás, pero Febres-Cordero guardaba prisión y con tal motivo, el 2 de diciembre, tuvo que defenderse en "hoja suelta y manuscrita" y con una "Exposición" dirigida al citado tribunal.
En febrero estaba libre y viajó a Lima. Allí se presentó ante San Martín y fue ascendido a jefe de Estado Mayor de la División destinada a combatir en la provincia del Cusco. Luego San Martín lo recompensó con el nombramiento de Coronel  "Comandante General de la costa del sur" y miembro de la División del General Andrés Santa Cruz, con quien regresó a Guayaquil en 1822, para unirse al Ejército del Sur al mando del General Antonio José de Sucre en la campaña de Cuenca. Posteriormente asistió a la batalla de Riobamba y el 28 de abril Sucre lo nombró "Comandante Militar y Gobernador Civil de Riobamba", donde permaneció hasta después de la batalla del Pichincha. El 1 de julio el Libertador Simón Bolívar viajó a Riobamba y le solicitó que aliste lo necesario para el ascenso al volcán Chimborazo. El día 4 subieron y el 12 estaban de regreso. El 14 recibió el mando del batallón "Vargas" acuartelado en Guayaquil, viajó al puerto, contrajo matrimonio con su novia Isabelita Morlás, que había cumplido 15 años y tuvieron larga familia que vive en Venezuela.
En noviembre Bolívar envió al "Vargas" a Bogotá y adiestró a 300 reclutas en Puná. En mayo de 1824 nuevamente fue designado Jefe Civil y militar de Riobamba, luego regresó a Guayaquil como Comandante de Armas y de allí pasó a Quito. En 1827 fue elegido Diputado por el Departamento del Zulia al Congreso de la Gran Colombia. A principios de 1829 es jefe de Estado Mayor del Ejército de Colombia y el 27 de febrero abrió fuegos la "Campaña de los treinta días" que a las órdenes del mariscal Sucre culminó con la victoria del Portete de Tarqui derrotando al ejército peruano del general  La Mar que pretendía ocupar el sur del actual Ecuador. Ascendido a General de División asistió a las negociaciones del Tratado de Girón firmado por el mariscal Sucre y el general La Mar, presidente del Perú. Enseguida viajó a la costa y se instaló en Buijo, formando parte del ejército del Libertador, que lo comisionó para recibir la plaza de Guayaquil. Al ser derrocado el presidente La Mar en Lima se suspendieron las hostilidades y Bolívar le ordenó participar en las negociaciones del Convenio de Buijo que se firmó el 22 de septiembre, siendo premiado con el cargo de "Prefecto del Departamento de Guayaquil". En enero de 1830 asumió la defensa de la plaza amenazada por la insurrección del batallón "Flores".
El 13 de mayo de 1830 ocurrió la separación del distrito sur de la Gran Colombia y fue elegido diputado por Guayaquil al Congreso Constituyente de Riobamba; durante las sesiones insultó al Dr. Antonio Ante, enajenándose las simpatías del elemento nacional. Entonces solicitó sus "Letras de Retiro" porque ansiaba regresar a su patria, pero hasta 1833 figuraba en Guayaquil. Ese año regresó a Caracas con su mujer y diez hijos.
Los Febres-Cordero del Ecuador descienden de Joaquín y de Esteban Febres-Cordero y Oberto, primos hermanos dobles del Prócer, llegados a Guayaquil después de la Independencia. 
Al lado del General José Antonio Páez combate la Revolución de las Reformas de 1835 correspondiéndole la toma y rendición del Castillo San Felipe de Puerto Cabello que pone fin a la revuelta el 1 de marzo de 1836. Comandante de Armas de Maracaibo en 1842 en 1848 se alzó con el General Páez contra el Gobierno del General José Tadeo Monagas pero fueron derrotados en "Macapo" y salió desterrado a Curazao y de allí al Perú donde permaneció por espacio de ocho años.

### Revolución de Marzo
De regreso en Venezuela, en febrero de 1858 fue elegido Diputado por Carabobo como miembro del Partido Conservador. Ante la catastrófica situación económica de Venezuela, el 1 de marzo de 1858, Julián Castro Contreras, gobernador de la provincia de Carabobo, se pronunció en Valencia en contra del gobierno de la oligarquía liberal de José Tadeo Monagas e inició su marcha hacia Caracas con 5.000 hombres mal armados. La situación empeoró para Monagas cuando los veteranos que formaban parte de su ejército, desertaron en masa y se incorporaron a los rebeldes o actuaron en forma indecisa, lo que llevó a que Castro duplicara sus tropas cuando llega a las afueras de Caracas. En poco tiempo en las fuerzas que comandaba Castro se encontraron marchando individuos de distintas posturas políticas. En tal sentido, un conservador como el general Febres Cordero estaba luchando al lado de sus antiguos adversarios liberales como los generales José Laurencio Silva o Carlo Castelli. Tras la renuncia de Monagas el general Castro asume la presidencia y se convoca la Convención Nacional de Valencia donde Febres Cordero concurre como diputado. El Presidente Provisional de Venezuela Pedro Gual lo designó Ministro de Guerra y Marina y en 1859 Jefe de operaciones para la provincia de Coro durante la Guerra Federal. El 8 de agosto fue Jefe de operaciones en Puerto Cabello.

## Guerra Federal
En el contexto de la Guerra Federal, el general Febres Cordero asume el mando del ejército de los conservadores que fue derrotado por el general Ezequiel Zamora en la batalla de Santa Inés  librada entre el 9 y el 10 de diciembre de 1859. Febres Cordero repliega sus tropas y resiste en Valencia el asedio del general Juan Crisóstomo Falcón último escollo para tomar Caracas por la fuerza. El  24 de enero de 1860 ante la negativa a rendir la ciudad, Falcón se retira a los Llanos Bajos. Febres Cordero derrota a los federales en la célebre  Batalla de Coplé  del 17 de febrero de 1860. Fue junto a la previa batalla de Santa Inés, el otro gran enfrentamiento de esta guerra civil de Venezuela.
El 20 de julio de 1860 asume las funciones de secretario de Guerra y Marina. Tras el fin de la Guerra Federal se exilia en Trinidad para volver al país meses después y establecerse en la ciudad de Mérida. Sus restos reposan en el Panteón Nacional de Venezuela desde el 16 de diciembre de 1942.